# حسین عبدالواحد خلف
حسین عبدالواحد خلف (انگلیسی: Hussein Abdul-Wahid Khalaf؛ زادهٔ ۱۹ ژانویهٔ ۱۹۹۳) بازیکن فوتبال اهل عراق است.
از باشگاه‌هایی که در آن بازی کرده‌است می‌توان به باشگاه ورزشی الشرطه (سوریه) اشاره کرد.
وی همچنین در تیم‌های ملی فوتبال زیر ۲۳ سال عراق و عراق بازی کرده‌است.